# Руки Бога

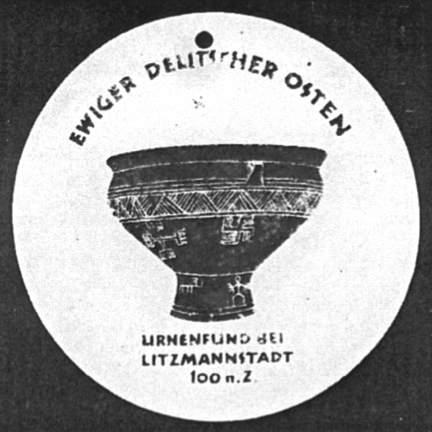
Немецкий керамический медальон (1942/1943)

Руки Бога (пол. Ręce Boga) — религиозный символ у польских родноверов, трактуемый ими как дохристианский религиозный символ. Представляет собой крест с элементами свастики.
Символ, известный как «Руки Бога», был обнаружен на одном из сосудов, найденных во время археологических раскопок под Лодзью в 1936 году. Датируется III—IV веками (пшеворская культура). Во время Второй мировой войны из-за наличия свастики сосуд использовался нацистами в пропагандистских целях. При отступлении германских войск из Лодзи сосуд бесследно исчез, сохранилась лишь гипсовая копия.